# Дереволаз-міцнодзьоб великий
Дереволаз-міцнодзьоб великий (Xiphocolaptes major) — вид горобцеподібних птахів родини горнерових (Furnariidae). Мешкає в Південній Америці.

## Опис

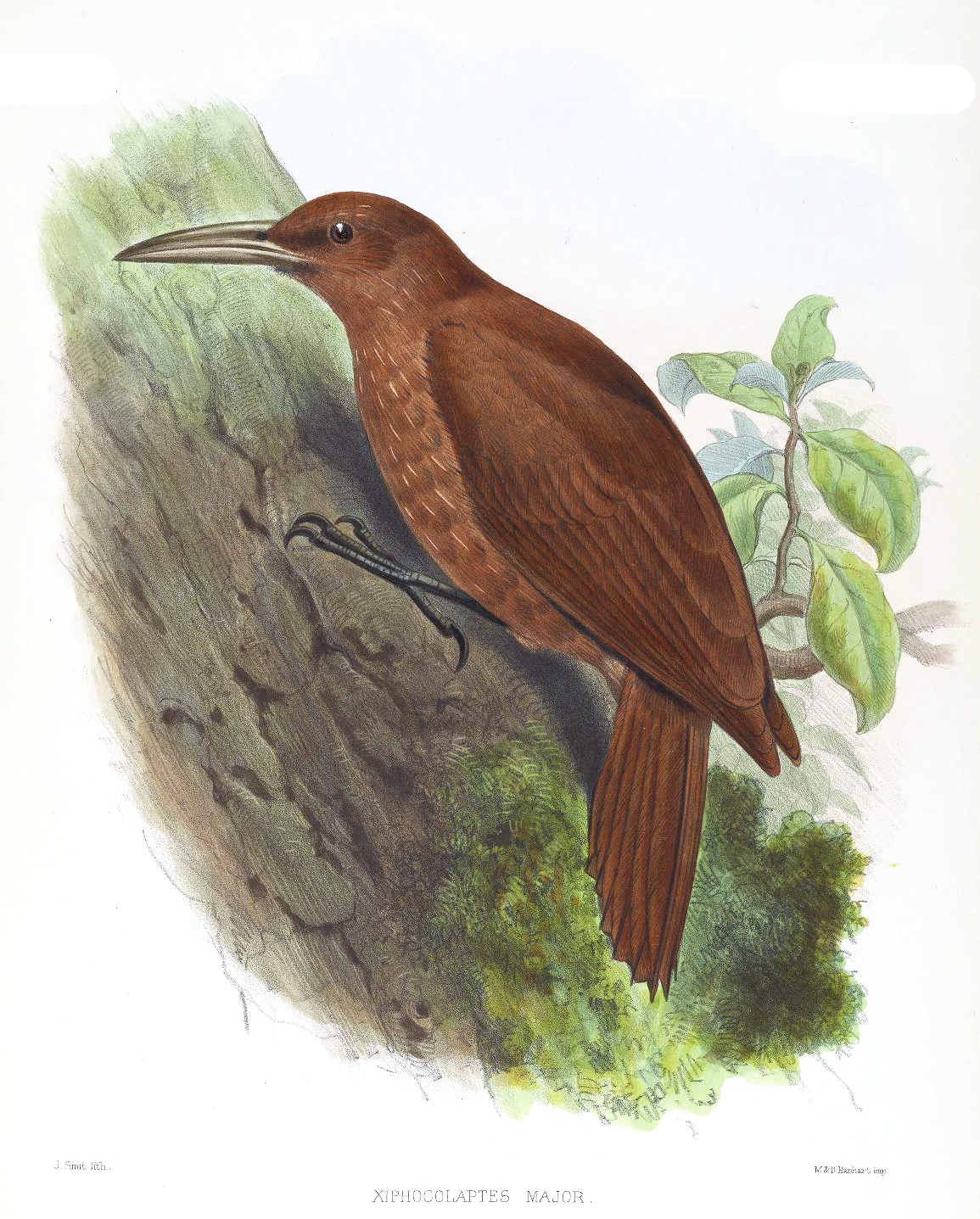
Великий дереволаз-міцнодзьоб

Довжина птаха становить 27-34 см, самці важать 120-150 г, самиці 120-162 г. Забарвлення переважно рудувато-коричневе, голова світліша. коричнювата, від дзьоба до очей ідуть темні смуги. Нижня частина тіла світло-каштанова, легко поцяткована світлими смужками. Дзьоб довгий, міцний, дещо вигнутий, сіруватий або роговий.

## Підвиди
Виділяють чотири підвиди:
- X. m. remoratus Pinto, 1945 — південно-західна Бразилія (південний захід Мату-Гросу);
- X. m. castaneus Ridgway, 1890 — північ центральної і східної Болівії, південно-західна Бразилія (Мату-Гросу-ду-Сул) і північно-західна Аргентина (південно-східний Жужуй, північ Сальти);
- X. m. estebani Cardoso da Silva, Novaes & Oren, 1991 — північно-західна Аргентина (Тукуман);
- X. m. major (Vieillot, 1818) — Парагвай і північна Аргентина (від Жужуя, Сальти і Формоси до Кордови і північного сходу Санта-Фе.

## Поширення і екологія
Великі дереволази-міцнодзьоби мешкають в Бразилії, Болівії, Парагваї і Аргентині. Вони живуть в сухих тропічних лісах, рідколіссях і чагарникових заростях Чако, у вологих тропічних лісах, а також у саванах. Зустрічаються на висоті до 1800 м над рівнем моря. Живляться безхребетними і дрібними хребетними.